# Born Again (film)
Born Again è un film del 1978 diretto da Irving Rapper che racconta il coinvolgimento di Charles Colson nello scandalo Watergate, la sua successiva conversione al Cristianesimo e la sua pena detentiva. Protagonisti del film sono Dean Jones nel ruolo di Colson, Anne Francis in quello di sua moglie, Dana Andrews in quello di Tom Phillips e Harry Spillman nel ruolo del Presidente Nixon. Fanno anche parte del cast l'ex senatore Harold Hughes nel ruolo di se stesso, George Brent nel suo ultimo film e Corey Feldman al suo esordio cinematoggrafico come attore.

## Trama
Come consigliere speciale del presidente Richard Nixon, Colson ha potere e prestigio insieme a un ufficio alla Casa Bianca. Dopo lo scandalo Watergate, Colson si dichiara colpevole e viene mandato in prigione. L'esperienza lo cambia drasticamente e fonda la Prison Fellowship International, un ministero cristiano che ora conta sedi in tutto il mondo.

## Produzione
Le riprese di Born Again si sono svolte tra il 14 dicembre 1977 e l'8 febbraio 1978 in alcune location di Washington, D.C., tra cui il Campidoglio, la Casa Bianca, l'Executive Office Building, il Dipartimento di Giustizia, il Monumento a Washington, il Jefferson Memorial, il Lincoln Memorial, la St. John's Episcopal Church e il Watergate complex.
Alcune scene esterne sono state girate in California. La Los Angeles County Superior Court ha sostituito l'aula di tribunale di Washington del giudice Gesell e il penitenziario di Chino, noto ufficialmente come California Institution for Men, è stato usato come campo di prigionia federale della Maxwell Air Force Base a Montgomery, Alabama dove Colson ha scontato la sua pena. Scene di interni sono state girate presso i The Burbank Studios a Burbank, California. 
Colson ha donato diversi oggetti che sono stati utilizzati nel set.

## Distribuzione
La prima mondiale di Born Again si tenne al Kennedy Center di Washington, D.C. il 24 settembre 1978, alla presenza di Charles Colson.
Duecento copie del film furono distribuite in una serie di periodi di due settimane in tre successive ondate regionali:
- 29 settembre e 6 ottobre 1978: Washington, DC, Chicago, Dallas, Seattle, Cincinnati, Atlanta e Portland, Oregon
- Dal 3 novembre al 10 dicembre 1978: Charlotte, Los Angeles, Denver e Milwaukee
- Natale e Capodanno 1978-79: Minneapolis, Des Moines, Tampa/St. Petersburg, Indianapolis e New Orleans

I produttori del film hanno collaborato con un esperto di pubbliche relazioni religiose per promuovere il film alla comunità cristiana in tutto il paese. La campagna di sensibilizzazione ha incluso anteprime a beneficio dell'ente di beneficenza di Colson, Prison Fellowship.

## Accoglienza
Una recensione di TV Guide affermava: "In Born Again Colson (interpretato da Jones) si rende conto dell'errore dei suoi modi e rinasce. La sua fede lo sostiene durante la sua pena detentiva. In questa sceneggiatura simpatica, Colson emerge come un innocente che viene trascinato nelle subdole macchinazioni di Washington senza che in realtà si impegni in nulla di sconveniente."